# (2565) Grögler
(2565) Grögler es un asteroide perteneciente al cinturón de asteroides, descubierto el 12 de octubre de 1977 por Paul Wild desde el Observatorio de Berna-Zimmerwald, Berna, Suiza.

## Designación y nombre
Designado provisionalmente como 1977 TB1. Fue nombrado Grögler en honor al mineralogista austríaco Norbert Grögle.